# 隆子远志
隆子远志（学名：Polygala lhunzeensis）为远志科远志属下的一个种。

## 扩展阅读
維基物種上的相關：隆子远志